# Зворотна транскриптаза
Зворотна транскриптаза (або РНК-залежна ДНК-полімераза) — фермент (КФ 2.7.7.49), що каталізує синтез ДНК з використанням РНК як матриці. Називається так тому, що більшість процесів транскрипції в живих організмах відбуваються в іншому напрямку, а саме, з молекули ДНК синтезується РНК-транскрипт.
Зворотна транскриптаза була відкрита Говардом Теміном в Вісконсинському університеті у Медісоні і незалежно близько Девідом Балтімором в MIT в 1970 році. Обидва разом з Ренато Дульбекко розділили Нобелівську премію з фізіології і медицини за це відкриття. Зворотну транскрипцію також описав київський генетик Сергій Гершензон, проте Балтімор за його власним визнанням не читав тієї роботи Гершензона.

## Функція

### У вірусів
Зворотна транскрипція необхідна, зокрема, для здійснення життєвого циклу ретровірусів, наприклад, вірусів імунодефіциту людини і T-клітинної лімфоми людини типів 1 і 2. Ці віруси містять РНК як носія свого геному. Після попадання вірусної РНК в клітину, зворотна транскриптаза, що міститься у вірусних частинках, синтезує комплементарну цій РНК ДНК, а потім на цьому ланцюжку ДНК, як на матриці, добудовує РНК для нових вірусних частинок.

### У еукаріотів
Ретротранспозони еукаріотів кодують зворотну рестриктазу, яка використовується ними для вбудовування в геном господаря, подібно до того, як це відбувається у вірусів. Теломераза — інша зворотна транскриптаза, знайдена в більшості еукаріотів, зокрема людини, що використовує РНК в її складі як шаблон; добудовуючи теломери в процесі реплікації ДНК.

### У бактерій
Зворотні транскриптази також знайдені в бактеріальних ретронах — послідовностях, що кодують зворотну транскриптазу і використовуються в синтезі боДНК.

## Використання людиною
У молекулярній біології і генній інженерії зворотну транскриптазу використовують у зворотнотранскрипційній полімеразній ланцюговій реакції (ЗТ-ПЛР або RT-PCR). Класична методика ПЛР може бути застсована тільки до ДНК, але за допомогою зворотної транскриптази, РНК може бути транскрибована в ДНК, роблячи можливим ПЛР-аналіз молекул РНК. Крім того, ЗТ-ПЛР використовується для отримання кДНК — копії еукаріотичного гену, не містить інтронів. Для цього з організму виділяють зрілу мРНК, що кодує відповідний генний продукт (білок, РНК) і проводять з нею зворотну транскрипцію. Отриману кДНК можна трансформувати в клітини бактерій для отримання трансгенного продукту або використовувати для створення бібліотек кДНК мРНК.